# Pasha Parfeni
Pavel "Pasha" Parfeni  (født 30. maj 1986) er en Moldovisk musiker, sanger og sangskriver. Han har repræsenteret Moldova i Eurovision Song Contest 2023 med sangen "Soarele și luna" og fik en 18. plads i Finalen.
han havde også repræsenteret Moldova i Eurovision Song Contest 2012 med sangen "Lăutar" og kom på en 11. plads i finalen.